# Fayetteville, North Carolina
Fayetteville là một thành phố tại tiểu bang Bắc Carolina, Hoa Kỳ. Theo kết quả điều tra dân số năm 2000, thành phố có dân số 121.015 người. Đây là quận lỵ quận Cumberland và nổi tiếng với Fort Bragg thuộc quân đội Hoa Kỳ ở tây bắc thành phố.
Dân số năm 2009 ước tính là 198.061 người, là đô thị lớn thứ 6 ở tiểu bang Bắc Carolina. Fayetteville tọa lạc ở Sandhills tây bắc vùng đồng bằng ven biển, bên sông Cape Fear. Vùng đô thị Fayetteville có dân số 341.363 người, lớn nhất ở đông nam Bắc Carolina, và là vùng đô thị lớn thứ 5 bang. Ngoại ô của vùng đô thị Fayetteville bao gồm Hope Mills, Spring Lake, Raeford, Stedman, và Eastover.